# Зграда хотела „Српска круна” у Пожаревцу
Зграда хотела „Српска круна” у Пожаревцу спада у ред најпознатијих пожаревачких зграда, подигнута је 1871. године. 
Хотел „Српска круна” у наредном временском периоду је дозиђиван, сређивана му је фасада и као такав поново је отворен за
грађанство у новембру 1926. године. Тако реновиран, имао је тридесет седам новоопремљених соба са новим намештајем, купатилима, електричним осветљењем, аутоматским електричним водоводом. У хотелу је била и сала за забаве, свадбе, радио је биоскоп и одржавале су се биоскопске представе.
Оно што карактерише архитектуру овог објекта у међуратном периоду јесте надстрешица над овим хотелом која је подигнута у лето 1928. године, па је њен власник Риста Колоњас због тога био кажњен са десет дана затвора, јер је застакљену надстрешицу од гвоздене конструкције подигао на општинском земљишту. Дат му је и рок од три дана да је сруши, ипак она је срушена тек 80-их година 20. века.